# ГолАЗ

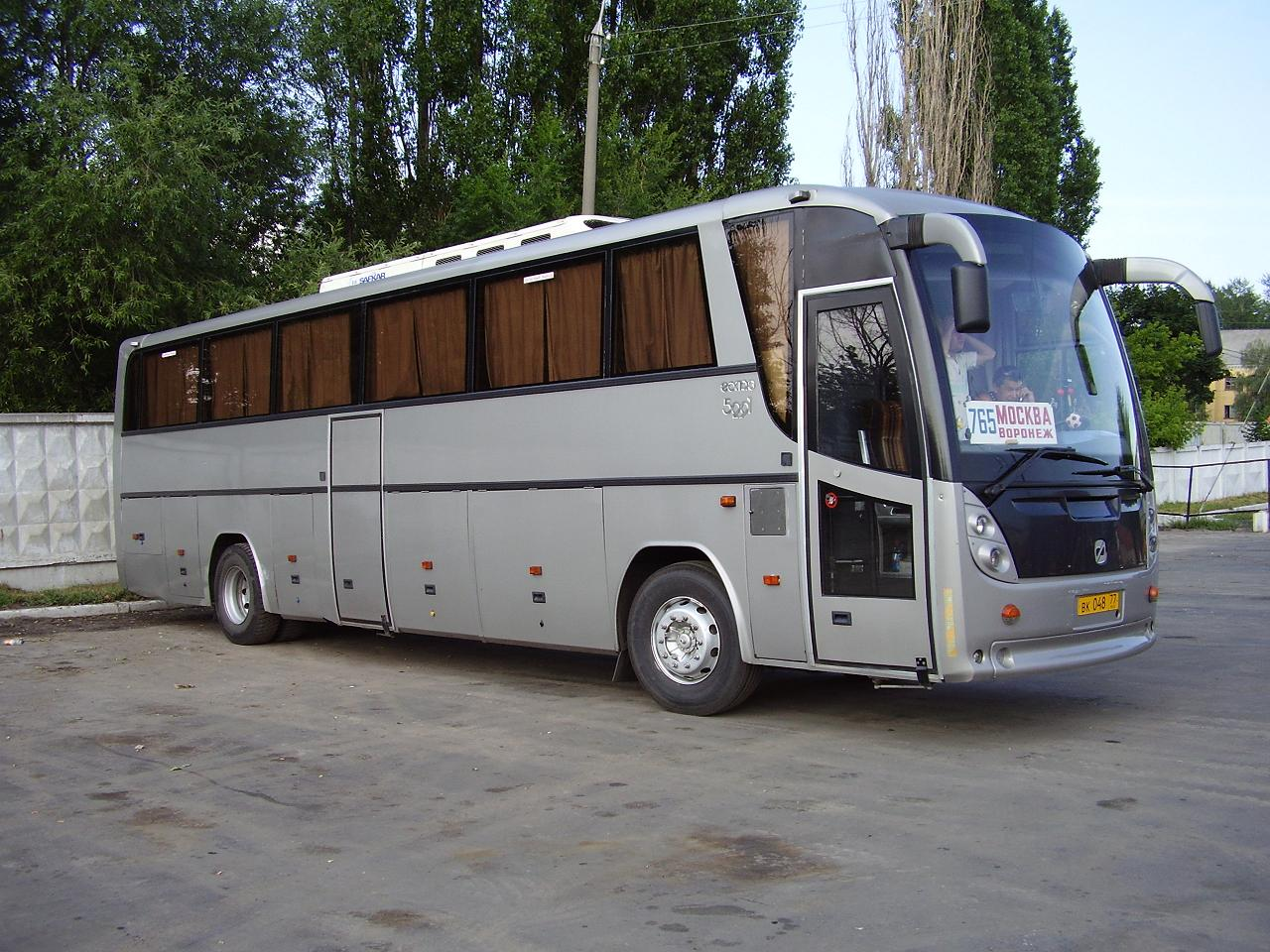
Автобус ГолАЗ 5291

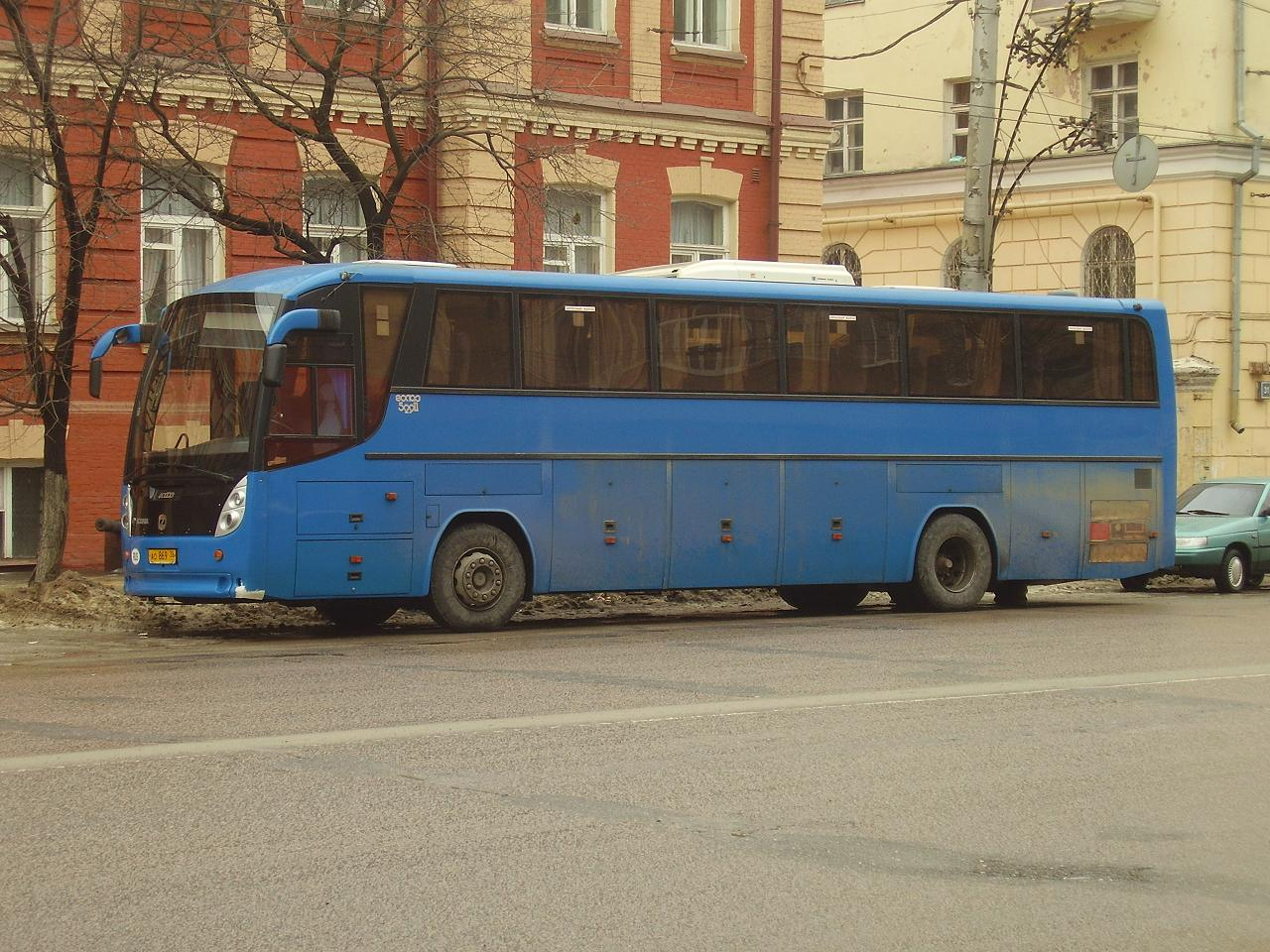
ГолАЗ 52911 в Воронежі

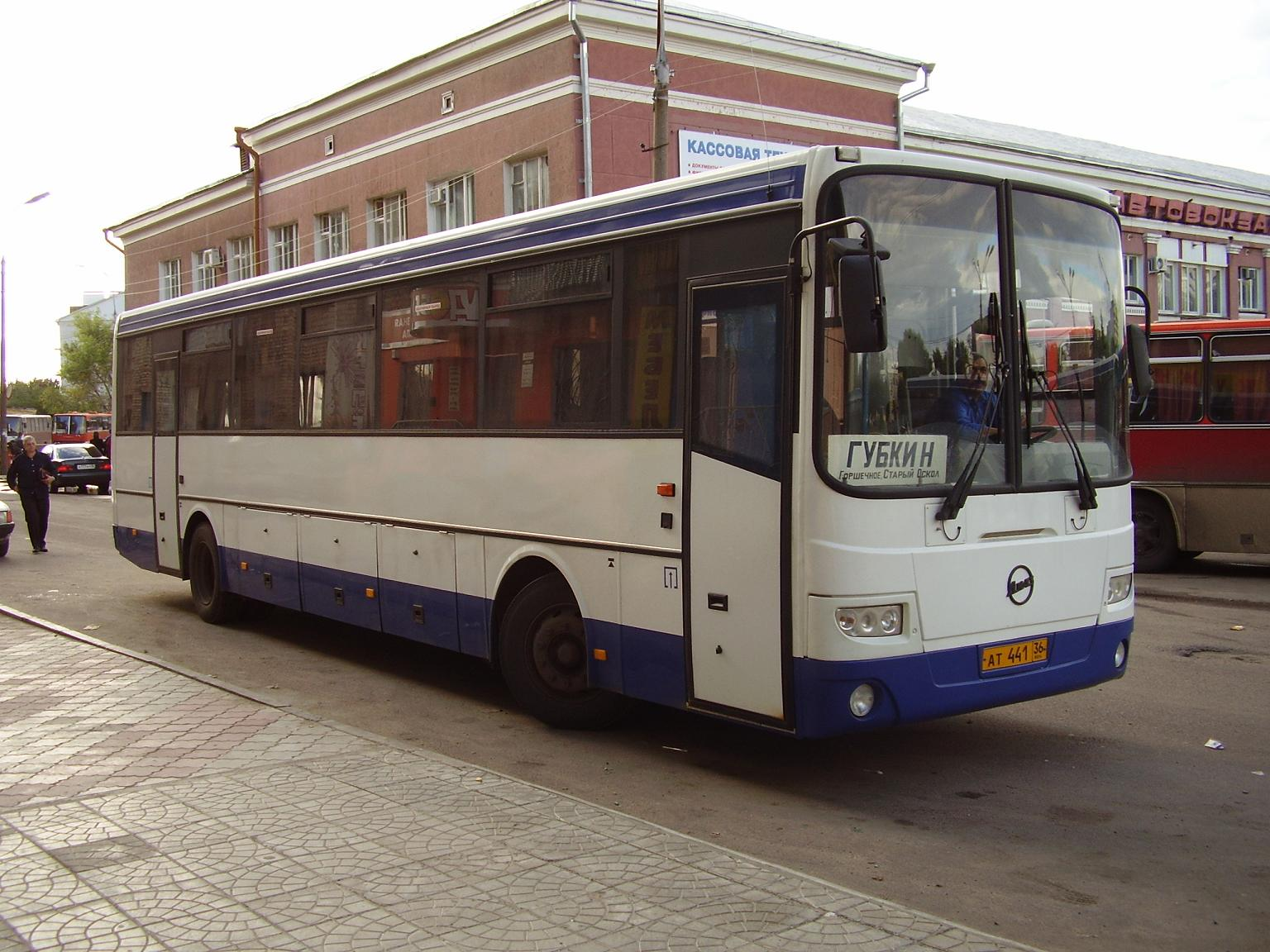
ГолАЗ-ЛіАЗ 5256

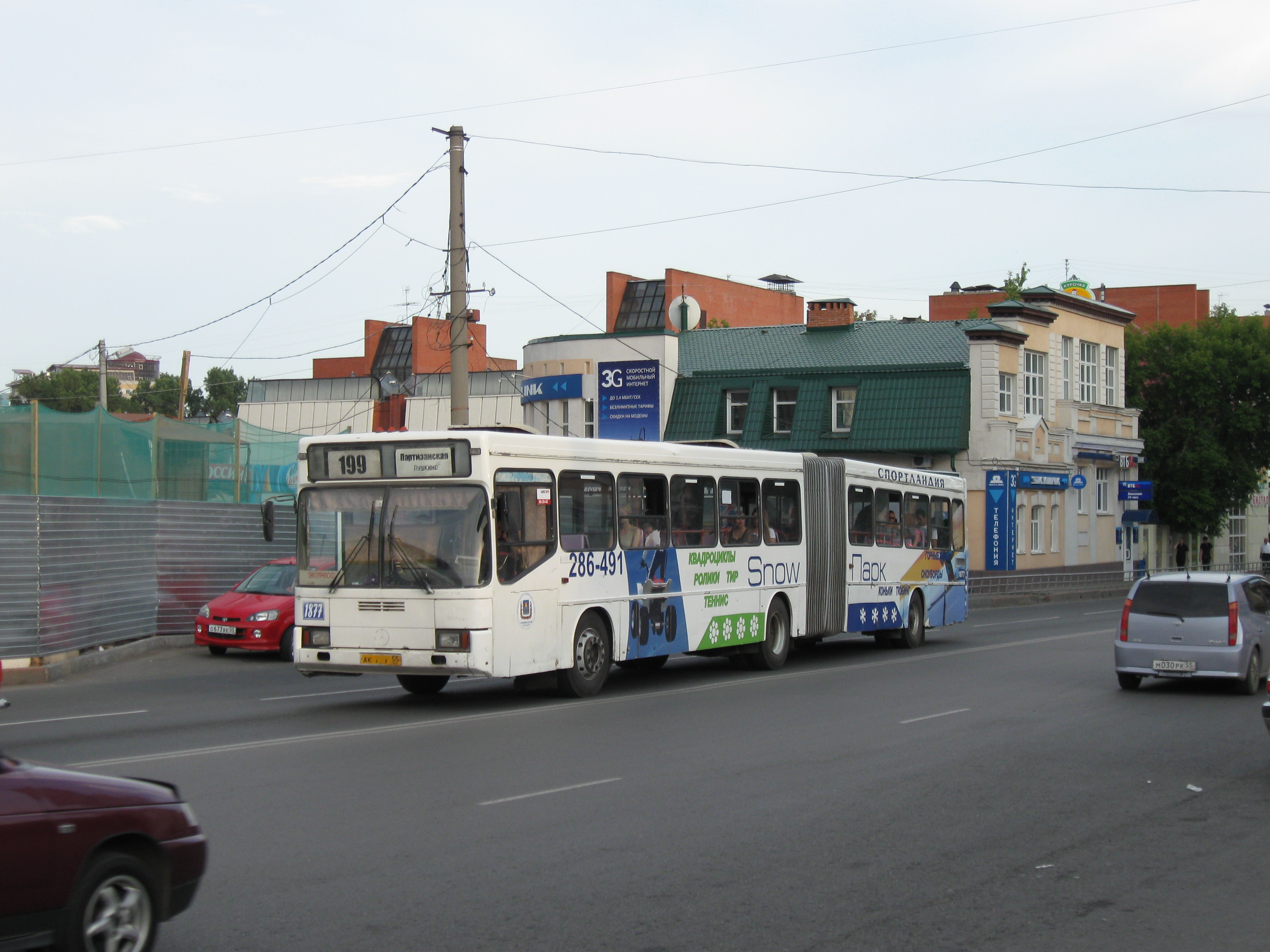
ГолАЗ-АКА 6226 в Омську

ВАТ «Голіцинський автобусний завод» (ГолАЗ) — російський виробник автобусів міжміського і туристичного класу, знаходиться в місті Голіцино, що в Одинцовському районі Московської області. Виробничі потужності заводу розташовані у присілку Малі Вязьоми, що межує з Голіцино.

## Історія
Історія Голіцинського автобусного заводу починається із підписання протоколу про наміри з фірмою «Mercedes-Benz AG» про виробництво в СРСР за ліцензією методом збирання широкої гами автобусів різного призначення. У 1990 році згідно з Наказом Міністерства автомобільного та сільськогосподарського машинобудування СРСР № 117 виробничі потужності Голіцинського автобусного заводу (ГолАЗ) було введено в дію, а в липні вже були виготовлені перші автобуси моделі О 303. З 1995 року завод приступив до серійного виробництва міських автобусів — одиночних і зчленованих. Модель зчленованого міського автобуса великої місткості отримала назву ГолАЗ-АКА 6226 «Росіянин».
В 2000 році Голіцинський автобусний завод увійшов до складу одного з найбільших машинобудівних холдингів «Група ГАЗ» (раніше «РосПромАвто»), який об'єднав основних виробників автобусної і автомобільної техніки Росії. Відповідно до стратегії компанії «Російські Автобуси — Група ГАЗ» Голіцинський автобусний завод інтегровано в єдину уніфіковану виробничу лінію і спеціалізується на виробництві автобусів туристичного і міжміського призначення.
Автобуси ГолАЗ отримали заслужене визнання — неодноразово нагороджувалися медалями і почесними дипломами на російських виставках. Серед них модель ГолАЗ-4244, що заслужила звання «Найкращий вітчизняний автобус 2002 року в Росії». А в серпні 2003 року ГолАЗ отримав спеціальний приз за створення автобуса «Круїз».
Станом на сьогодні підприємство випускає 3 базових моделі — міжміський автобус ЛіАЗ — ГолАЗ 5256, 15-метровий трьохосний ГолАЗ 6228, туристичний автобус ГолАЗ 52911 «Круїз». Для виробництва автобусів застосовується сучасний комплекс обладнання для виробничо-підготовчих, фарбувальних, зварювальних і складальних робіт, що забезпечує відповідність продукції до найвищих вимог стандартів як з якості, так і з надійності.
Відповідно до стратегії розвитку підприємства до 2016 року запланована модернізація вже наявного модельного ряду, а також розроблення нових модифікацій і підготовка їх до серійного виробництва.

## Автобуси ГолАЗ
- ГолАЗ-ЛіАЗ 5256 — міжміський автобус великого класу.
- ГолАЗ-5291 «Круїз» — туристичний автобус великого класу.
- ГолАЗ-АКА 6226 «Росіянин» — міський зчленований автобус особливо великої місткості.
- ГолАЗ 6228 — міський низькопідлоговий трьохосний автобус особливо великого класу.
- ГолАЗ 6228.10 — міжміський автобус особливо великого класу.
- ГолАЗ 5251 «Вояж» — міжміський автобус великого класу. Серійне виробництво цього автобуса розпочато в першому півріччі 2011 року.
- Голаз 525110 — міжміський автобус великого класу на шасі Сканія. Серійне виробництво цього автобуса розпочато в першому півріччі 2012 року.